# Erythrocercus holochlorus
Il pigliamosche giallo (Erythrocercus holochlorus Erlanger, 1901) è un uccello passeriforme della famiglia Erythrocercidae.

## Etimologia
Il nome scientifico della specie, holochlorus, deriva dall'unione delle parole greche ὁλος (holos, "intero") e χλωρος (khlōros, "verde"), col significato di "tutto verde", in riferimento alla livrea di questi uccelli.

## Descrizione

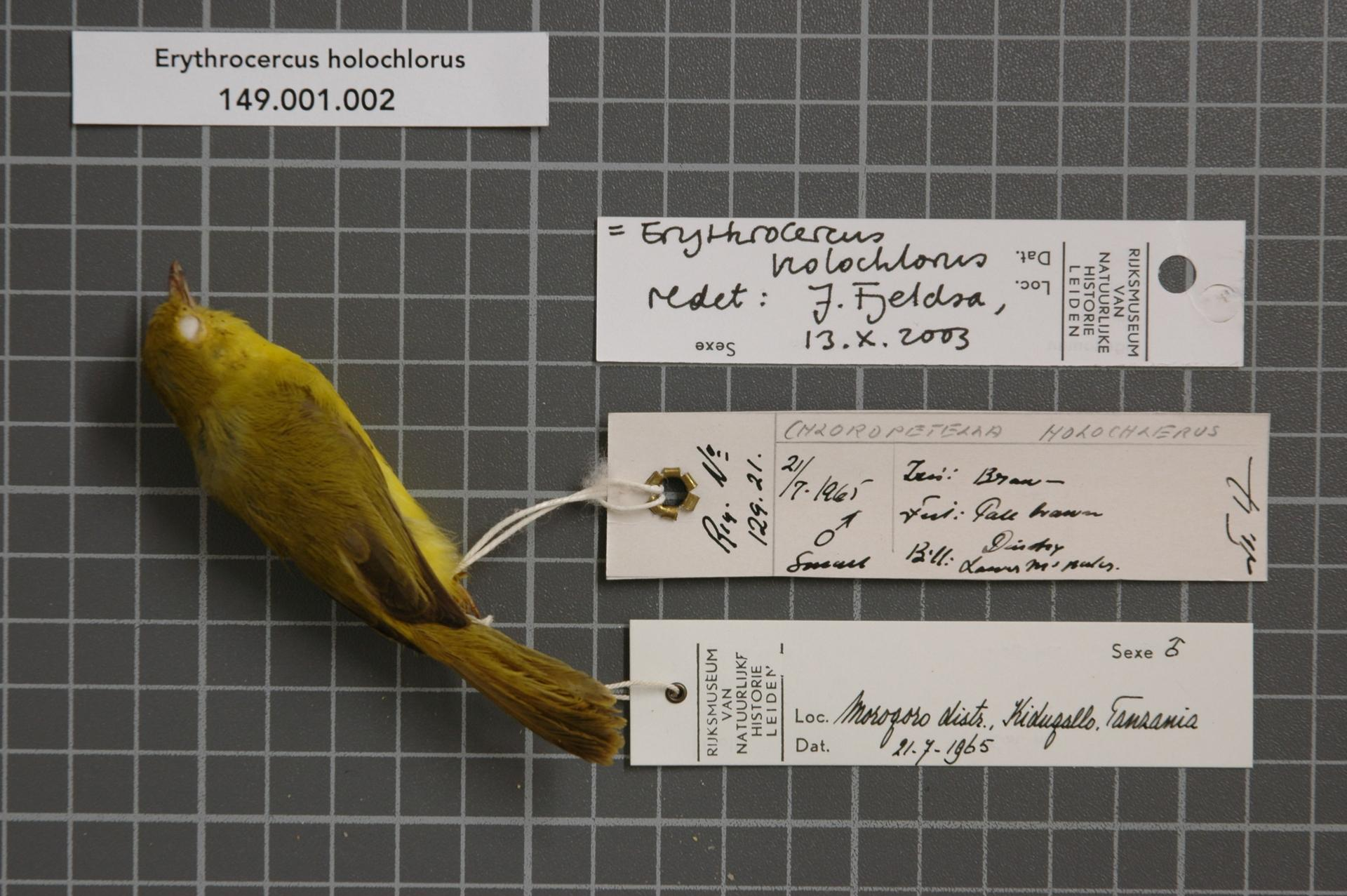
Maschio impagliato.

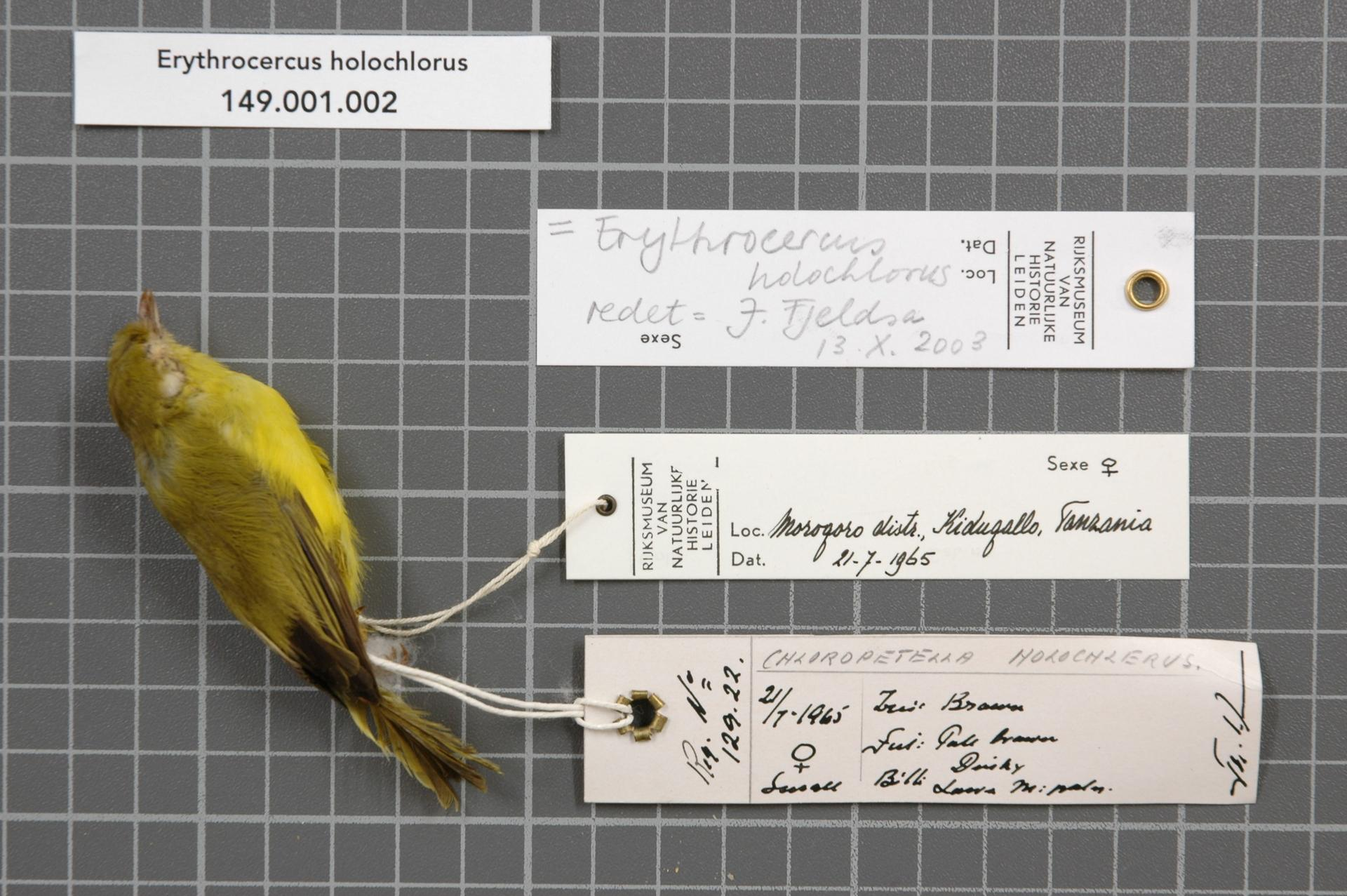
Femmina impagliata.

### Dimensioni
Misura 9 cm di lunghezza, per 5-7 g di peso.

### Aspetto
Si tratta di uccelletti dall'aspetto massiccio ma slanciato muniti di grossa testa arrotondata, becco sottile, ali piccole e di forma arrotondata, zampe robuste e piuttosto lunghe e lunga coda rigida e dalla forma leggermente romboidale.
Il piumaggio si presenta di colore verde-olivastro (da cui il nome scientifico della specie) con evidenti sfumature giallastre su fronte, vertice, nuca, dorso, ali (dove le remiganti tendono ad assumere decise sfumature di colore bruno-nerastro nella metà distale) e coda (anche qui con tendenza a scurirsi verso la punta): faccia, gola, petto, ventre, fianchi e spalle sono invece di un vivido colore giallo (caratteristica questa che frutta alla specie il nome comune), con tendenza a schiarirsi fin quasi al biancastro nel centro della gola, del ventre e sul sottocoda e a sfumare invece nel verdastro sulle guance.
Il dimorfismo sessuale è poco apprezzabile e non sempre evidente, con le femmine dall'aspetto più minuto e dalla colorazione meno vivida, con presenza di vaghe sfumature grigiastre anziché gialle su spalle e base del collo.
Il becco e le zampe sono di color carnicino-aranciato, mentre gli occhi sono di colore bruno scuro.

## Biologia
Si tratta di uccelli diurni, che vivono in coppie o al più in gruppetti a base familiare, formati da una coppia riproduttrice coi giovani non ancora del tutto indipendenti della covata precedente: questi animali passano la maggior parte della giornata alla ricerca di cibo, tenendosi di norma fra i rami dei cespugli e degli alberi.
Il richiamo del pigliamosche giallo è costituito da serie ripetute di veloci trilli cinguettanti e molto acuti.

### Alimentazione
La dieta di questi uccelli, sebbene non ancora ben nota, sembrerebbe prevalentemente insettivora e costituita in gran parte da ragni e piccoli insetti, nonché dalle loro larve.

### Riproduzione
Si tratta di uccelli monogami, la cui stagione riproduttiva va da novembre a febbraio, cominciando circa un mese prima nel nord dell'areale rispetto a quanto riscontrabile al sud.
Ambedue i sessi collaborano nelle varie fasi dell'evento riproduttivo, sebbene sia soprattutto la femmina a sobbarcarsi i lavori di costruzione del nido (una struttura globosa e pendula, piuttosto grossolana, costruita intrecciando foglie e fibre vegetali) e della cova, mentre il maschio si occupa perlopiù di sorvegliare i dintorni e di reperire il cibo per la compagna ed in seguito anche per i nidiacei.

## Distribuzione e habitat

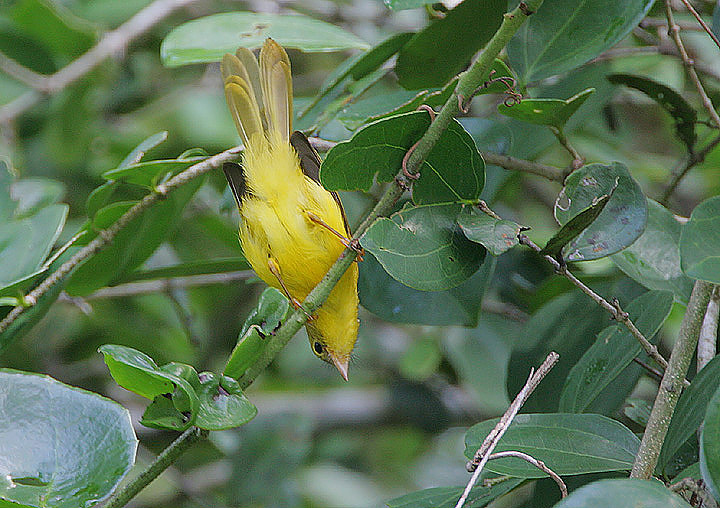
Esemplare nel miombo del parco nazionale di Arabuko Sokoke.

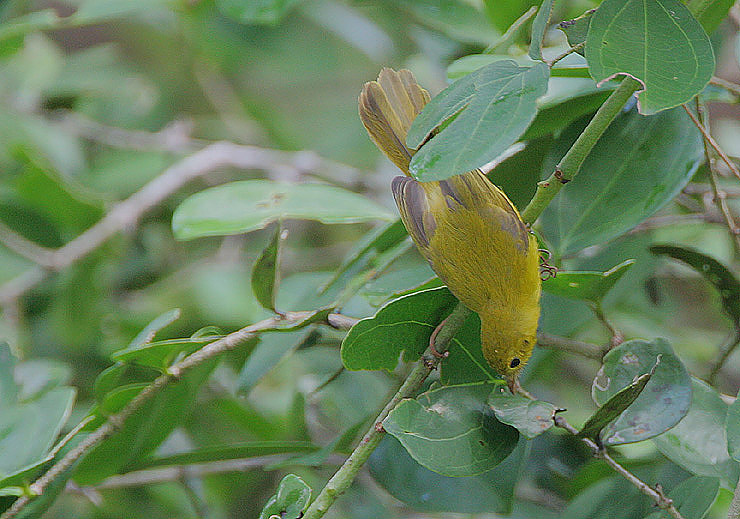
Esemplare in Kenya.

Il pigliamosche giallo è diffuso lungo le coste dell'Africa orientale, occupando un areale che si estende dal sud della Somalia (lungo il basso corso del Giuba) attraverso la fascia costiera del Kenya (dove si spinge verso l'interno lungo il corso del fiume Tana) fino alla Tanzania centro-occidentale, a sud fino grossomodo all'area di Dar es Salaam, sebbene una singola osservazione nell'entroterra di Lindi (nell'estremo sud del Paese) farebbe pensare che l'areale di questi uccelli si estenda più a sud di quanto si pensi.
La specie è residente nell'ambito del proprio areale.
L'habitat di questi uccelli è rappresentato dalle aree costiere di foresta monsonica tropicale e subtropicale, oltre che dalle aree di macchia cespugliosa umida e dalla foresta ripariale e a galleria più nell'entroterra.